# William B. Davis
William "Bill" Bruce Davis, född 13 januari 1938 i Toronto, Kanada, kanadensisk skådespelare och mest känd för sin roll som Cigarette Smoking Man i TV-serien Arkiv X. Han medverkar också i TV-serien Stargate SG-1.
Trots att han är känd för att spela den ständigt rökande Cigarette Smoking Man i Arkiv X så slutade Davis att röka på 70-talet. I serien röker han istället ört-cigaretter. Davis är också före detta kanadensisk mästare i vattenskidåkning.